# Alphabeta
Alphabeta a fost o formație muzicală din Israel cu cinci membri și care a câștigat concursul muzical Eurovision 1978 împreună cu Izhar Cohen. 